# Ярушевич, Афанасий Викентьевич
Афана́сий Вике́нтьевич Яруше́вич (1867 — 1918/1924) — белорусский общественный деятель, историк, педагог. Один из представителей школы «западноруссизма».

## Биография
Родился в семье псаломщика Литовской православной епархии Винцента Ярушевича, который проживал в Виленской губернии. Очевидно, он получил первоначальное образование в отцовском доме и в одной из церковно-приходских школ. Далее продолжил учёбу в Виленском духовном училище (1877—1881), Литовской духовной семинарии (1881—1888). Последнюю окончил с отличием — по первому разряду — и был направлен в Санкт-Петербургскую духовную академию. Окончив её в 1893 году, начал педагогическую карьеру в Виленском духовном училище, Смоленской духовной семинарии. В 1899 году снова был направлен в Вильно, а в сентябре 1907 года стал директором первой в Беларуси Молодечненской учительской семинарии. После её эвакуации в 1915 году жил и работал в Смоленске. Умер между 1919 и 1924 годами.

## Научные работы
В духовной академии в Санкт-Петербурге был учеником Михаила Кояловича и Платона Жуковича. Под их влиянием студентом начал научную работу, посвященную личности князя Константина Ивановича Острожского. Эта работа была напечатана в Смоленске в 1897 году под названием «Ревнитель православия, князь Константин Иванович Острожский (1461—1530) и православная Литовская Русь в его время». Исследование вызвало неоднозначную реакцию научных деятелей того времени, в частности её достаточно серьёзно критиковал М. Любавский.
Позднее писал в основном популярные исторические статьи, а в 1914 году издал очерк, посвящённый истории Молодечненской учительской семинарии.
Интересовался местными археологическими памятниками, изучением белорусского языка. Составил большой белорусский словарь, в котором имелось 9 505 белорусских слов и 12 000 их русских соответствий. Также, вероятно, составил одну из первых белорусских грамматик (пока её не удалось обнаружить).

## Основные работы
- Ярушевич А. В. Молодечно и его учебные заведения: к пятидесятилетию Молодечненской учительской семинарии 1864―1914 гг. — Вильна: Русский почин, 1914.
- Ярушевич А. Ревнитель православия, князь Константин Иванович Острожский (1461—1530) и православная Литовская Русь в его время. — Смоленск: Типолит. инж.-мех. С. Гуревич. 1896. — 268 с. (оригинал)